# تروفونیان
تروفونیان (نام علمی: Trophoninae) نام یک زیرخانواده از تیره حلزون‌های خاردار است.